# الموجة النسوية الثالثة

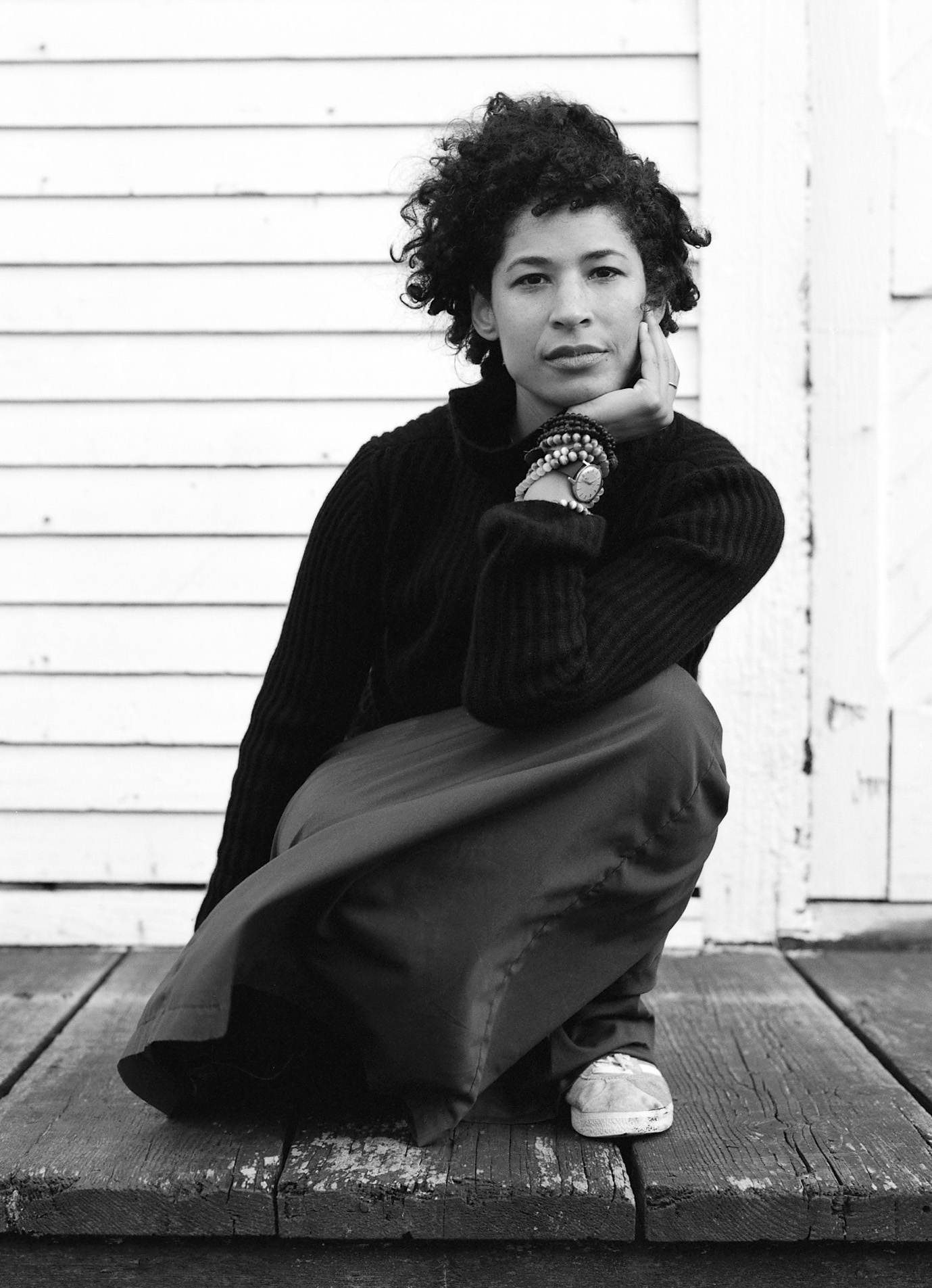

يشير مصطلح الموجة النسوية الثالثة، من حركة المرأة أو حركة تحرير المرأة في الولايات المتحدة الأمريكية إلى فترة نشاط نسوية، امتدت هذه الموجة من بدايات التسعينات من القرن العشرين واستمرت حتى الوقت الحالي. ظهرت الموجة باعتبارها ردة فعل على فشل ما سُمي بالموجة النسوية الثانية، والتي ارتكزت بشكل أساسي على التغلب على العقبات القانونية وصولًا إلى المساواة والمطالبة بحق المرأة في الاقتراع وحقوق الملكية، إلا أنها كانت ذات نطاق أوسع وذي تنوع في القضايا والموضوعات مثل عدم المساواة غير الرسمية (في الواقع) والجنس والأسرة ومكان العمل والخلاص من التمييز القانوني تبعًا للجنس، وربما بطريقة مثيرة للجدل بشكل كبير في الحقوق الإنجابية. إضافة إلى ذلك، فقد حاولت أن تضيف تعديلًا في المساواة في الحقوق في دستور الولايات المتحدة. ارتأت الموجة الثالثة وجود أكثر من نموذج أنثوي وفقًا للأوضاع الاجتماعية والعرقية والجنسيات والدين، على عكس الثانية التي اعتقدت بوجود نموذج واحد فقط. تركز الموجة الثالثة للنسوية على القضايا المتعلقة بالجنس البشري والطبقة الاجتماعية ونوع الجنس. وتتميز بالتعدد والابتعاد عن الأيدلوجية وكسر الاحتكار من قبل أي كان. وبذلك تختلف عن الموجة الأولى التي منحت المرأة حق الاقتراع وعن الثانية التي كانت تعكس خبرات الشريحة العليا من الطبقة الوسطى للمرأة البيضاء في سعيها لتمكين المرأة الاقتصادي والسياسي. وقد وصف البعض الموجة النسوية الثالثة كالافتقار لسبب واحد مثل التصويت الذي كان لصالح الموجة النسوية الأولى. بالرغم من تأكيده على التنوع من الممكن أن ينظر إليه على أنه مشكلة واحدة أساسية للموجة النسوية الثالثة. كانت الكاتبة الأمريكية ريبيكا ووكر أول من استخدمت مصطلح الموجة النسوية الثالثة في كتابتها.

## الأهداف
يمكن القول إن التحدي الأكبر الذي واجه الموجة النسوية الثالثة هو أن المكاسب التي حققتها الموجة النسوية الثانية كانت أمرًا مفروغًا منه، وأن أهمية الحركة النسوية لم تكن مفهومة. كتبت بامغاردنر وريتشاردز (2000): «يُعتبر وجود الحركة النسوية، بالنسبة لأي شخص وُلد بعد أوائل ستينيات القرن العشرين، أمرًا مسلمًا به. وبالنسبة لجيلنا، فالحركة النسوية مثل الفلوريد. نادرًا ما نلاحظ أنه بحوزتنا، فهو ببساطة ذائب في الماء».
كان الادعاء الأساسي هو أن المساواة بين الجنسين قد تحققت بالفعل، من خلال الموجتين الأولى والثانية، والمحاولات الأخرى للضغط من أجل حقوق المرأة التي لا صلة لها وغير الضرورية، أو ربما دفعت الأمر إلى أبعد من اللازم لصالح المرأة. تجلت هذه المسألة في المناقشات الساخنة حول ما إذا كانت الإجراءات التصحيحية تؤدي إلى تحقيق المساواة بين الجنسين أو معاقبة الذكور البيض، من ذوي الطبقة المتوسطة، على التاريخ البيولوجي الذي ورثوه. لذلك ركزت الموجة النسوية الثالثة على التوعية «إن الشيء الذي نحن بحاجة إليه، هو قدرة المرء على فتح ذهنه، ليفهم حقيقة أن سيطرة الذكور تؤثر على نساء جيلنا». 

كثيرًا ما انخرط أنصار الموجة النسوية الثالثة في «السياسات الجزئية»، وشككوا في النموذج الفكري للموجة النسوية الثانية فيما يتعلق بما هو صالح للمرأة. قالت مؤيدات الموجة النسوية الثالثة إن تلك الموجة تسمح للنساء بتعريف الحركة النسوية من أجل أنفسهن. وصفت جنيفر بامغاردنر وآيمي ريتشاردز الموجة النسوية الثالثة في كتاب المانيفستو: الشابات والنسوية والمستقبل (2000)، قائلة أن النسوية يمكن أن تتغير مع كل جيل ومع كل فرد:
«قد تعني حقيقة عدم اقتصار النسوية على الساحات التي نتوقع أن نراها فيها -مثل المنظمة الوطنية للمرأة ومجلة مس ودراسات المرأة وعضوية الكونغرس ذوات البدلة الحمراء- أن الشابات اليوم حصدن حقًا ما زرعته الحركة النسوية. فبعد القانون التاسع وكتاب وليام يريد دمية، خرجت الشابات من الكلية أو من المدرسة الثانوية أو بعد سنتين من الزواج أو بعد أول وظيفة لهن، وبدأن في تحدي بعض الحكمة التي اكتسبنها خلال السنوات العشر أو العشرين الماضية من الحركة النسوية. فنحن لا نمارس النسوية بنفس الطريقة التي مارستها النسويات في السبعينيات، فالتحرّر لا يعني استنساخ ما حدث من قبل، بل البحث عن طريقتنا الخاصة، طريقتنا الحقيقية مع جيلنا». 
استخدمت الموجة النسوية الثالثة السرديات الشخصية كشكل من أشكال النظرية النسوية. يتيح التعبير عن التجارب الشخصية للنساء مجالًا للإدراك بأنهن لسن وحدهن في ما يواجهنه من قمع وتمييز. يُعد استخدام هذه الروايات ذو فوائد، فهو يدون تفاصيل شخصية قد لا تكون متاحة في النصوص التاريخية التقليدية.
ركزت أيديولوجية الموجة الثالثة أكثر على التفسير ما بعد البنيوي للجندر والحياة الجنسية. رأت نسويات ما بعد البنيوية أن ثنائيات مثل الذكور والإناث هي بناء اصطناعي أُنشئ للحفاظ على سلطة المجموعة المهيمنة. كتبت جوان فالاخ سكوت في عام 1998 «يصر دعاة ما بعد البنيوية على أن الكلمات والنصوص ليس لها معانٍ ثابتة أو جوهرية، وأنه لا توجد علاقة صريحة أو واضحة بينها وبين الأفكار أو الأشياء، ولا يوجد توافق أساسي أو مطلق بين اللغة والعالم».

### العلاقة مع الموجة الثانية
كثيراً ما تُتَّهم الموجة النسوية الثانية بأنها نخبوية تتجاهل مجموعات مثل النساء الملونات والمتحولات جنسيًا، وتركز بدلًا من ذلك على النساء البيضاوات، والنساء من الطبقة المتوسطة، والنساء المتوافقات جنسيًا. شككت الموجة النسوية الثالثة في معتقدات أسلافهن، وشرعت في تطبيق النظرية النسوية على مجموعة واسعة من النساء اللاتي لم يشتركن من قبل في النشاط النسوي.

عرّفت آيمي ريتشاردز الثقافة النسوية للموجة الثالثة بأنها «موجة نسوية ثالثة، وذلك لأنها تعبر عن نشأتها في ظل الحركة النسوية». نشأت الموجة النسوية الثانية حيث تشابكت السياسة في الثقافة، مثل «كنيدي، وحرب فيتنام، والحقوق المدنية، وحقوق المرأة». على النقيض من ذلك، نشأت الموجة الثالثة مع ثقافة «موسيقى البانك روك، وموسيقى الهيب هوب، ومجلات الهواة، والمستحضرات، والنزعة الاستهلاكية، والإنترنت». كتبت ديان عيلام في مقالة بعنوان «حوار الأجيال والنسويات الأكاديميات»:
«تتجلى هذه المشكلة عندما تصر النسويات الأكبر سنًا على أن تكون النسويات الأصغر سنًا بنات جيدات، يدافعن عن نفس النوع من النسوية التي دافعت عنها أمهاتهن. فلا يُسمح بطرح الأسئلة والانتقادات إلا إذا انطلقت عبر النمط المقبول للنسوية. ولا يُسمح باختراع طرق جديدة للتفكير وممارسة النسوية لأجل أنفسهن؛ فلابد للسياسات النسوية أن تتخذ نفس الشكل الذي كانت تتبناه دائما».
أعربت ريبيكا ووكر -في كتاب أن تكون حقيقيًا: قول الحقيقة وتغيير وجه الحركة النسوية (1995)- عن خوفها من أن تنبذها والدتها (أليس ووكر) وأمها الروحية (غلوريا ستاينم) لتحديها وجهات نظرهن:
«تجد النسويات الشابات أنفسهن يراقبن كلامهن ولهجتهن في أعمالهن حتى لا يزعجن أمهاتهن النسويات الأكبر سنًا. فهناك فجوة واضحة بين النسويات اللاتي يعتبرن أنفسهن موجة ثانية وأولئك اللاتي يعتبرن أنفسهن موجة ثالثة. وعلى الرغم من أن المعايير العمرية لنسويات الموجة الثانية ونسويات الموجة الثالثة هي معايير غامضة، فإن النسويات الشابات يجدن صعوبة في إثبات جدارتهن كباحثات وناشطات نسويات».